# Rionero in Vulture
Rionero in Vulture es una localidad italiana de la provincia de Potenza, región de Basilicata, con 13.533 habitantes.

## Evolución demográfica
| Gráfica de evolución demográfica de Rionero in Vulture entre 1861 y 2008 |
|                                                                          |
| Fuente ISTAT - Elaboración gráfica por parte de Wikipedia                |